# Gösta Bucht
Gustaf (Gösta) Andreas Bucht, född 1 oktober 1884 i Härnösand, död 10 augusti 1945 i Stockholm, var en svensk gymnasielärare, matematiker och kommunalpolitiker.

## Biografi
Gösta Bucht var elev vid övningsskolan vid folkskoleseminariet i Härnösand 1891–1893, vid Härnösands högre allmänna läroverk 1894–1902, och blev därefter student vid Uppsala universitet där han blev filosofie kandidat 1904, filosofie licentiat 1908 och filosofie doktor i matematik 1909. Som matematiker intresserade sig Bucht främst för algebra och gruppteori, och publicerade ett antal arbeten inom området.
Åren 1906–1907 gjorde han en studieresa genom Tyskland, Schweiz och Italien. 1909–1914 var Bucht docent i matematik vid Uppsala universitet, och 1909 vikarierande rektor vid Härnösands folkskoleseminarium. 1911 inskrevs han vid universitetet i Göttingen, och därefter kortare tid vid Sorbonne och Collège de France året därpå. Bucht var 1914 timlärare vid Uppsala folkskollärarseminarium och vikarierande adjunkt där. Samma år blev han lektor i matematik och fysik vid Härnösands högre allmänna läroverk. 
Bucht var även 1914–1926 ledamot av Härnösands domkapitel och ledamot av kyrkorådet och stadsfullmäktige i Härnösand. Därtill var han extra lärare vid navigationsskolan i Härnösand 1915–1917 och blev 1917 rektor vid Härnösands högre allmänna läroverk. År 1923 blev Bucht ledamot av styrelsen för Härnösands elementarläroverk för flickor och av Härnösands folkskolestyrelse 1925. Sedan han blivit lärare i Härnösand kom han att intressera sig för lokalhistoria, och publicerade flera resultat inom området i tidnings- och tidskriftsartiklar. En artikelserie i Hernösandsposten utgavs även självständigt under titeln Härnösand i forna dagar (1923).
Han var ombud vid kyrkomötet 1925. År 1926 blev han med bibehållande av rektorsförordnandet lektor i matematik och fysik vid högre realläroverket å Östermalm.

### Familj
Gösta Bucht var son till rektorn vid folkskollärarseminariet i Härnösand, Wilhelm Bucht och ämneslärarinnan Linnéa Bucht. Han var bror till Torsten Bucht.